# Хлопицкий, Иосиф
Иосиф Григорий Хлопи́цкий, в польских источниках Юзеф Хлопицкий (пол. Józef Chłopicki; 14 марта 1771 — 30 сентября 1854) — польский генерал-лейтенант и диктатор во время польского восстания 1830 года, бригадный генерал французской службы, участник наполеоновских войн.

## Биография

Герб Хлопицкого Нечуя.

Родился в Подольской губернии, детство — в Шаргороде, первые годы жизни провел среди украинских нянек и дядек, считал родным украинский язык.
В молодом возрасте (14.10.1787) поступил на военную службу, в 1791 году — поручик. Имя Хлопицкого присутствует в списке польских офицеров, подносивших в 1792 году медаль князю Понятовскому по заключении Тарговицкой конфедерации.
Участник Восстания Костюшко. После третьего раздела Польши эмигрировал и в 1797 году поступил на службу в 1-й польский легион французской армии генерала Домбровского в чине капитана. В 1798 году получил чин майора. Участвовал в осаде Пескьеры. В 1799 году назначен командиром батальона. В 1799 году отличился в сражениях на реке Адде, при Треббии, при Нови. Участвовал в аресте папы Пия VI и доставил его в Авиньон. В 1801 году участвовал в осаде Мантуи. В 1802 году воевал с партизанами в Южной Италии. Вступил в масоны.
До 1807 года служил в Италии. 6 апреля 1807 года в Силезии по указу Наполеона был создан Польско-итальянский легион, в составе которого Хлопицкий получил чин полковника и назначен командиром 1-го полка. После взятия прусских крепостей в Силезии легион был переведён в Вестфалию.
31 марта 1808 года Польско-итальянский легион был расформирован, а на его основе создаётся Легион Вислы, во главе с Хлопицким. В 1808—1812 годах Хлопицкий со своим легионом (польская бригада) воевал в Испании. Участвовал в первой и второй осадах Сарагосы и битвах при Туделе и при Сагунто, осаде Тортосы, осаде Валенсии.
Был произведён в бригадные генералы, награждён орденами Почётного легиона (офицер), Железной короны (кавалер), Virtuti Militari (командор), титулом барона Французской империи и 12 тысячами франков ренты.
Участвовал в походе Наполеона на Россию (командир первой бригады легиона, который состоял теперь из двух бригад под общим командованием генерала Клапареда). Во время Бородинского сражения, легион был выдвинут под ураганный обстрел российских батарей, офицеры-поляки отдали солдатам приказ лечь на землю, но сами остались стоять, что обусловило чудовищные потери. Среди других раненых был и полковник Хлопицкий. До декабря 1813 года находился на лечении во Франции, после которого, будучи обиженным за неполучение чина дивизионного генерала, подал в отставку. В 1814 году был принят Александром I в Армию Царства Польского с чином генерал-лейтенанта. Командовал 1-й пехотной дивизией. 4 октября 1816 года награждён орденом Святой Анны 1-й степени. В октябре 1818 года ушёл в отставку по личным причинам.
Во время Польского восстания 1830 года был избран диктатором восстания. Хлопицкий придерживался политически умеренных взглядов и, не веря в возможность военной победы восставших при столкновении с силами России и в возможность интервенции Европы в пользу Польши, пытался разрешить кризис дипломатическим путем. За это он подвергался ожесточенным нападкам радикально-демократического крыла повстанцев — «клубистов», которые ставили на расширение восстания и поддержку Европы. Однако популярность в народе, верившего в Хлопицкого как в военного гения, способного спасти Польшу, парализовала оппозицию клубистов. Хлопицкий направил для переговоров с императором Николаем I Франциска-Ксаверия Друцкого-Любецкого. После того как Любецкий вернулся с известием о том, что Николай не собирается выполнять требования поляков и не обещает им ничего кроме амнистии, Хлопицкий потерял популярность и 18 декабря сложил с себя диктаторские полномочия. Как генерал участвовал в сражении при Грохове, был тяжело ранен.
Уехал в Краков, а оттуда в Австрию и навсегда покинул военное и политическое поприще и уединенно жил до самой своей смерти.

## Галерея

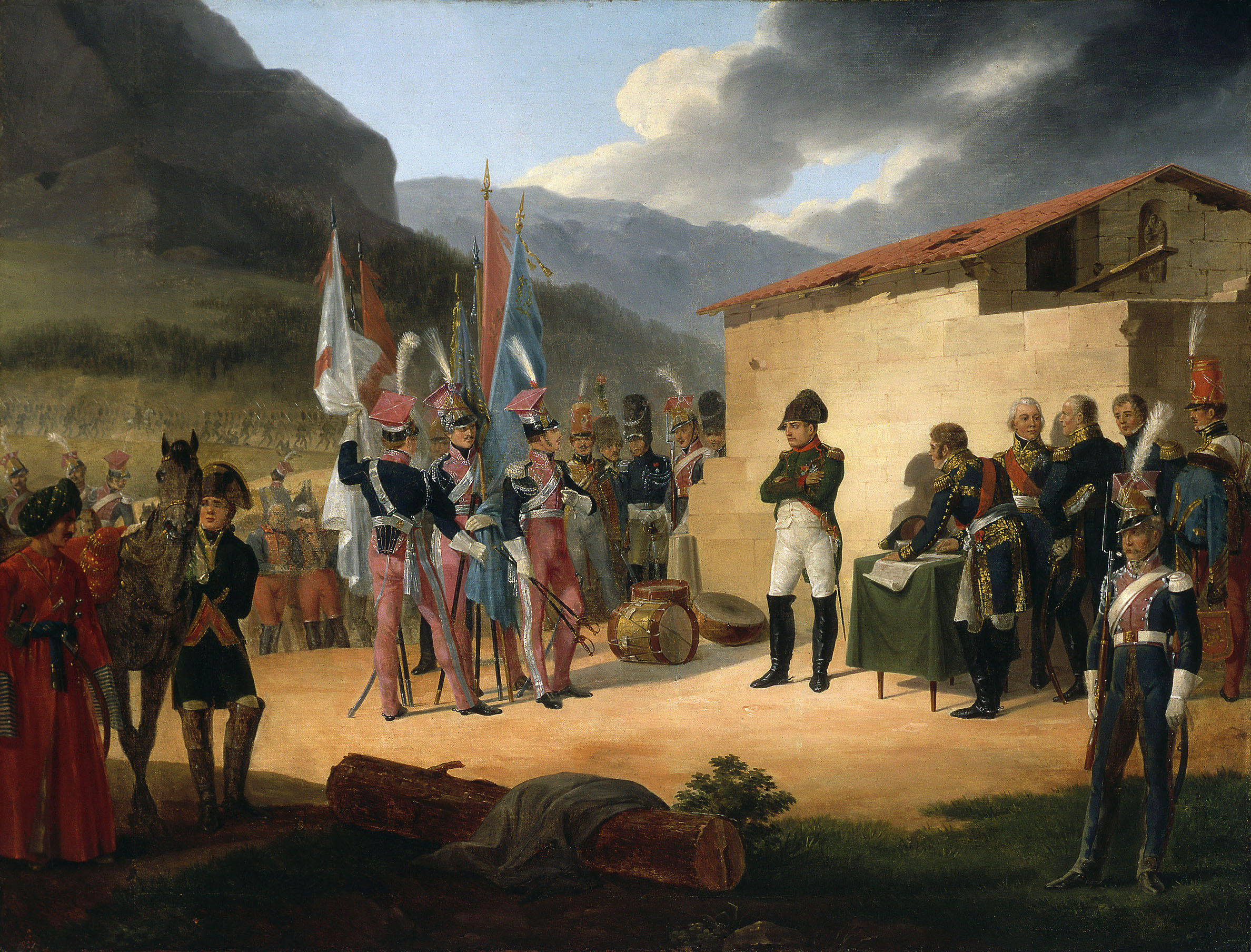
Художник Я. Суходольский. Польские уланы наполеоновской армии с захваченными испанскими знамёнами при Туделе.
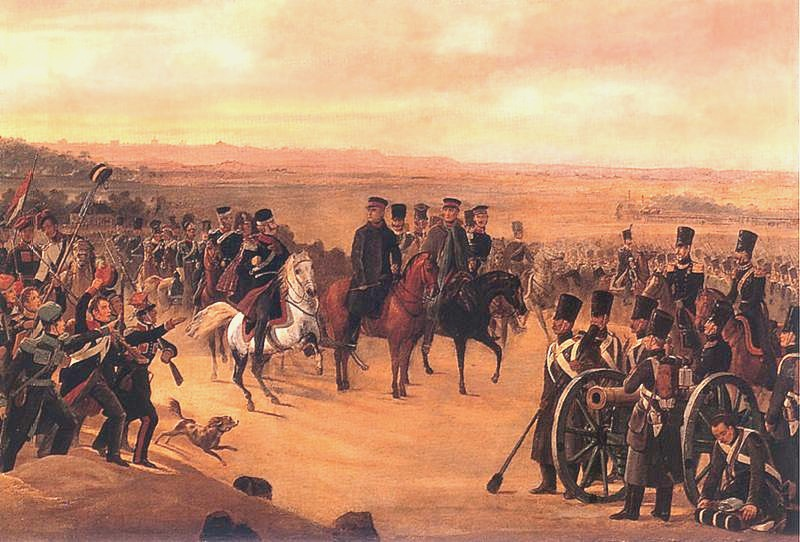
Художник Я. Суходольский. Юзеф Хлопицкий со своим штабом в 1831 году.
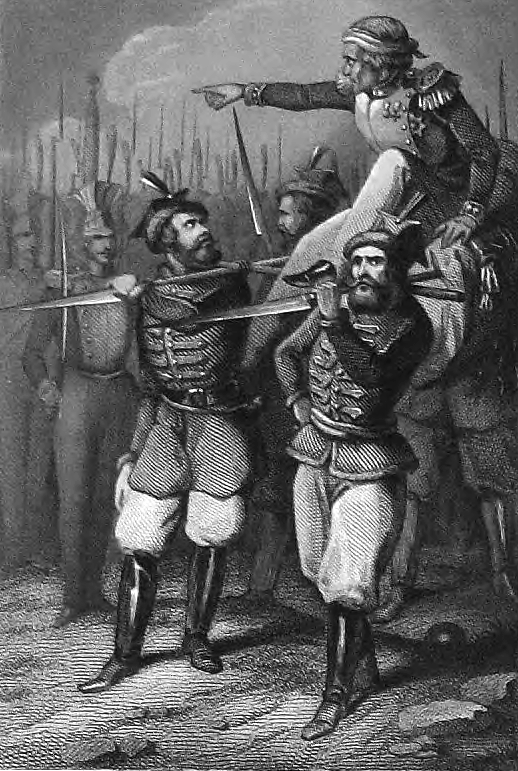
Раненого генерала Хлопицкого несут в атаку (в битве при Грохове (?)). Книжная иллюстрация.
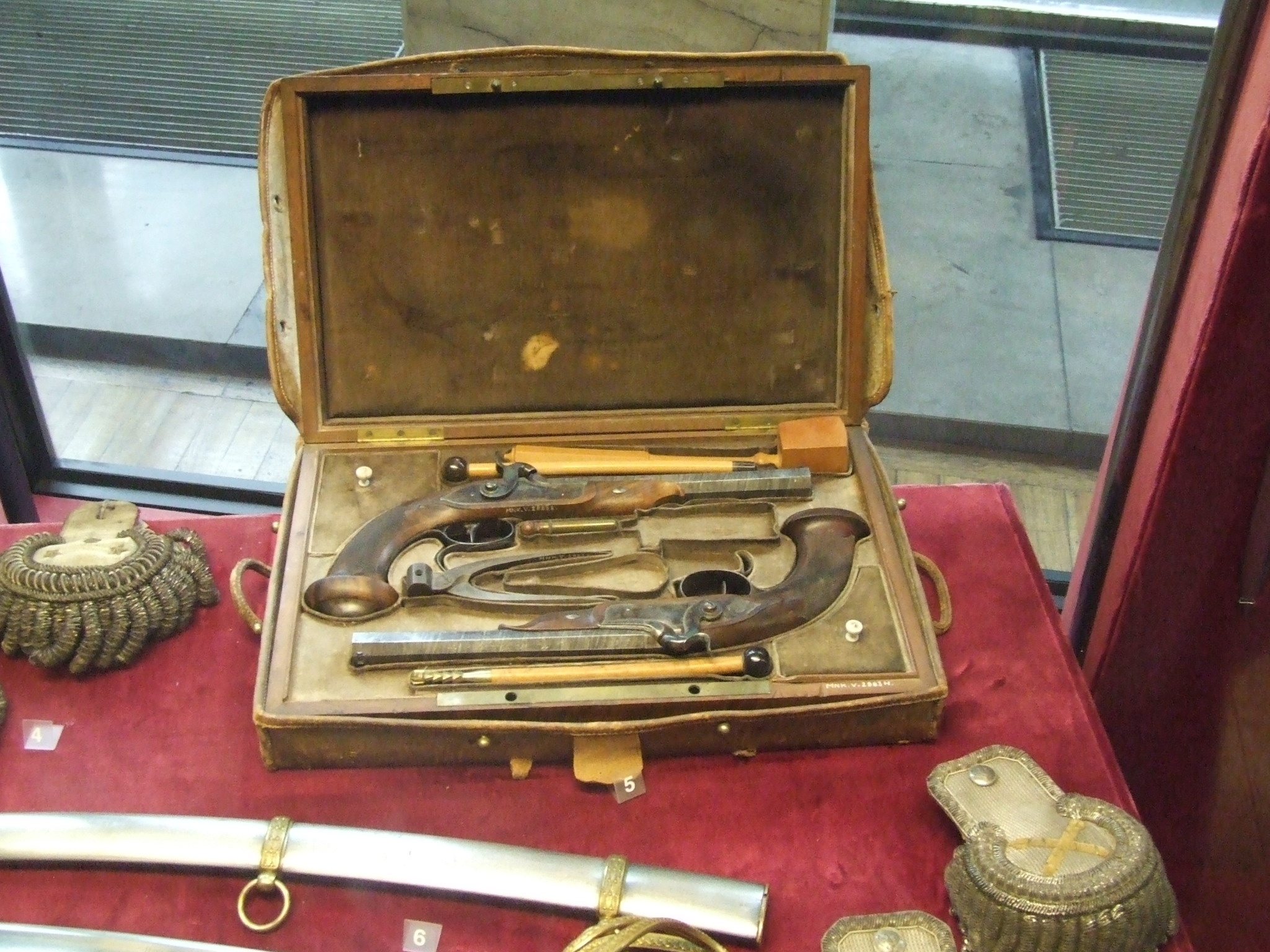
Пистолеты, подаренные Хлопицкому Лафайетом. Краков. Национальный музей.